# Kultura zamiatnińska
Kultura zamiatnińska – jedna z kultur paleolitu.
Knazwa tej kultury związana jest z rosyjskim archeologiem Siergiejem N. Zamiatninem, który badał stanowisko Kostionki II, które dostarczyło najwięcej form przewodnich dla owej kultury. Zespół zjawisk kulturowych utożsamianych z kulturą zamiatnińską obejmował swym zasięgiem tereny dorzeczy Donu. Rozwój kultury zamiatnińskiej wyznaczają daty od ok. 19 do 16 tys. lat temu. Inwentarz kamienny kultury zamiatnińskiej reprezentowany jest przez wiórki tylcowe, zaś inwentarz kościany reprezentowany jest przez ostrza oszczepów oraz szydła. Z kości wykonywano także figurki o formach zoo- i antropomorficznych. Konstrukcje mieszkalne wznoszone były z surowca kościanego, a mianowicie kości mamutów, z których układano najpierw fundament, zaś z kości długich wznoszono konstrukcje żerdziową. Wewnątrz obiektów mieszkalnych lokowane były ogniska, w których palono kośćmi mamutów, zaś na zewnątrz poświadczona jest obecność jam, które prawdopodobnie pełniły funkcje magazynowe.